# El teléfono
«El teléfono» es el primer sencillo del álbum presentado por Wisin & Yandel, Los Vaqueros y del álbum recopilatorio presentado por  Héctor El Father, Los rompe discotekas.
La canción está interpretada por los cantantes de reguetón Wisin & Yandel y Héctor el Father. Es considerada una de las mejores y más conocidas canciones del Dúo Dinámico De Reguetón y de Héctor El Father, y del reguetón en general.
«El teléfono» contiene una interpolación de la canción de mismo nombre por Maicol & Manuel.

## Video musical
El videoclip para la canción muestra al dúo junto a Héctor "El Father", interpretando la canción alrededor de una mesa, jugando las cartas, fumando y apostando dinero. Cómo dice el título, los tres cantantes utilizan el teléfono celular para llamar a sus respectivas mujeres. El video aparece en el DVD de "Los Vaqueros: Collector's Edition".